# Felipe Neto
Felipe Neto Rodrigues Vieira (Río de Janeiro, 21 de enero de 1988) es un hombre de negocios, vlogger, actor, comediante y escritor luso-brasileño, actualmente tiene el canal de YouTube en Brasil con más suscriptores. Su éxito inicial se dio mostrando, en los vídeos, su opinión sobre celebridades, actividades cotidianas y películas, generalmente con tono fuertemente crítico y/o cómico, siendo el primero en conquistar 1 millón de suscriptores en Brasil. Sin embargo, en la actualidad sus vídeos han dado un mayor énfasis al entretenimiento general. Es hermano del youtuber Luccas Neto.
Felipe es el fundador de la empresa Paramaker dentro de YouTube, que posee canales como Parafernalha, IGN Brasil Network, gestión de aproximadamente 5.000 canales a través de su red en un esfuerzo por profesionalizar el mercado de vídeo en línea de Brasil.

## Biografía y carrera
Felipe Neto nació y se crio en Río de Janeiro, en Buraco do Padre, el barrio de Engenho Novo, Zona Norte de la ciudad de Río de Janeiro. De padre brasileño y madre portuguesa, Felipe tiene la doble nacionalidad brasileña y portuguesa. De origen humilde, comenzó a trabajar a los 13 años en una tienda de artículos de metal que negocia para los vendedores ambulantes. A los 14 años abrió una empresa de telemensajes que debido a in-complacencia de sus clientes, terminó en quiebra poco después. Durante su tiempo de trabajo, en la adolescencia, hizo cursos de teatro y actuó en algunos espectáculos.
En abril de 2010, comenzó a publicar vídeos en su canal de YouTube, donde abordó las cuestiones del día y las críticas al comportamiento y las actitudes de los artistas y de la población, por lo general con tono cómico y agresivo. Rápidamente, su canal comenzó a ganar notoriedad en los medios. Los vídeos que hablan sobre temas que le molesta, especialmente los relacionados con las formas de entretenimiento estereotipado asociadas al público femenino joven, causaron gran repercusión y opiniones diversificadas entre los internautas.
Tras el éxito en Internet, tuvo cobertura en los medios de comunicación, y Felipe participó en campañas de publicidad y se convirtió en la imagen de algunas marcas.
También en 2010, Felipe Neto rechazó una invitación para trabajar como reportero del programa "<i>Tudo é possível</i>" de Rede Record, y el 11 de diciembre del mismo año estuvo al aire con el canal Multishow para el programa Será que faz sentido?, que consistía en mostrar la historia de un joven actor que realiza un programa de televisión.
En mayo de 2011, Felipe, acompañado por Fabio Nunes, debutó en un segmento de humor en el programa Deporte espectacular , de la Red Globo, donde ambos participaron en breves escenas humorísticas del mundo del deporte. En julio del mismo año, participó en otro programa del canal Multishow, titulado Até que faz sentido, que donde escuchaba la opinión de varias personas sobre diferentes asuntos, tales como el tráfico, el consumismo, los inconvenientes de la gente y también daba su propia opinión, pero con menos informalidad de lo que presentaba en internet.
En agosto de 2012, su canal en YouTube alcanzó 1 millón de suscriptores, el primer canal en portugués en llegar a esa marca.
En 2013, debuta en la serie web A toca, producida por Parafernalha para el servicio de televisión de pago en Internet Netflix.
El 11 de marzo de 2014, anunció en sus redes sociales que harían tres - curso de una semana en la Universidad de Harvard. Él cursó el primer módulo del programa OPM (Owner/President Manager), un curso corto para empresarios, y planeó realizar el segundo y tercer módulos en 2016 y 2017, eventualmente convirtiéndose en un "Harvard Alumni".
En la segunda mitad de 2015, Felipe comenzó los ensayos de su nuevo trabajo en el teatro, el espectáculo de Minha vida não faz sentido, inspirado por su canal, el cual fue grabado y lanzado en exclusiva para Netflix Brasil. El 22 de septiembre de 2015, Felipe anunció el regreso del "Não faz sentido" a su canal, que hasta entonces había tenido una cierta caída de productividad. En diciembre, tras una interrupción de su programa, voló a Las Vegas y grabó la serie web #LasVegasREAL para el grupo de It Brasil, junto con el actor Mauricio Meirelles; el mismo proyecto de las webseries #yolovegas, #yolobarcelona, #offtocruise y offtony. En diciembre de 2016 grabaron la serie web-reality #MIAMIREAL para el grupo de It Brasil, también junto al actor Mauricio Meirelles.
A partir de 2016, Felipe Neto decidió renovar su canal en YouTube. Después de una larga búsqueda, sobre lo que funcionó y lo que no funcionó en los videos del sitio, el canal cambió ligeramente hacia el público adolescente con videos más largos y diarios, debido a la monetización, y por lo tanto, el aumento de suscriptores y de visualizaciones en su canal. En 2017, se trasladó desde su apartamento a una mansión en Barra da Tijuca en Río de Janeiro, creado un canal de YouTube junto con su hermano Luccas, con quien fue a vivir, batiendo el récord de conseguir en el tiempo más corto la cantidad de 1 millón de suscriptores, lográndolo en menos de 24 horas. Y lanzó su segundo libro de memorias personales y profesionales. En agosto de 2018 estrenó el canal de juegos Final Level.

## Paramaker Network
En 2011, Felipe Neto fundó "Paramaker Red", la primera empresa de entretenimiento web dentro de YouTube en Brasil, dirigido a la profesionalización de la industria. En diciembre de 2012, se asoció con Maker Studios, de Estados Unidos.
En octubre de 2015, Felipe vendió el control de "Paramaker Network" para la empresa de medios francesa Webedia, y el actual CEO de la empresa es el franco-argentino Luther Peczan. El Webedia posee los sitios AdoroCinema, IGN, TudoGostoso, PurePeople y PureBreak y edita varios sitios de marcas como la Beleza Extraordinária de la empresa L'Oréal. Así, Felipe Neto pasó a ser responsable del núcleo creativo de la empresa.

## Filmografía
| período       | título                   | carácter                   | Nota (s)                                                      |
| ------------- | ------------------------ | -------------------------- | ------------------------------------------------------------- |
| 2010-presente | Felipe Neto              | Él mismo                   | canal oficial en YouTube                                      |
| 2010          | Habla la verdad          | Él mismo                   | 3 vídeos; Prototipo no tiene sentido                          |
| 2010-2014     | ¡No tiene sentido!       | Él mismo                   | Primer trabajo notable                                        |
| 2011-2014     | Parafernalha             | Varios / Participações     | Productor de vídeos para Internet                             |
| 2012-2015     | TGS Brasil               | Él Mismo / Participaciones | Canal en YouTube Juegos                                       |
| 2013          | La Toca                  | Él mismo                   | Serie En línea exclusivamente para Netflix Brasil             |
| 2015          | YouTube FanFest Brasil   | Él mismo                   | Evento exclusivo para YouTube                                 |
| 2015-2016     | Bastidores: MVNFS        | Él mismo                   | Parte del drama entre bastidores " Mi vida no tiene sentido " |
| 2016          | #LasVegasREAL            | Él mismo                   | Serie En línea -realidad Es Brasil Grupo                      |
| 2016          | ¡No tiene sentido!       | Él mismo                   | Retorno del cuadro                                            |
| 2016          | Parafernalha             | Varios / Participações     | Productor de vídeos para Internet                             |
| 2016          | Animaneto                | Él Mismo (Voz)             | Vídeos en animación                                           |
| 2016          | El origen                | Él mismo                   | Cuadro de entrevistas                                         |
| 2016          | Premio Multishow 2016    | Él mismo                   | Presentador por Internet                                      |
| 2017          | #MIAMIREAL               | Él mismo                   | Serie En línea -realidad Es Brasil Grupo                      |
| 2017          | Mi vida no tiene sentido | Él mismo                   | Puso en marcha el juego Netflix                               |
| 2017-presente | Hermanos Neto            | Él mismo                   | Canal en YouTube en colaboración con su hermano Luccas Neto   |
| 2018-presente | The Final Level Show     | presentador                |                                                               |

| período   | título                  | carácter          | Nota (s)                      | Ref.          |
| --------- | ----------------------- | ----------------- | ----------------------------- | ------------- |
| 2010      | Furo MTV                | Él mismo          | Especial para " VMB 2010 "    |               |
| 2010      | ¿Tendrá sentido?        | Él mismo          |                               | [ 9 ]         |
| 2011      | En la Fama y en el Lodo | Él mismo          | Participación especial        | [ 20 ]        |
| 2011      | Deporte Espectacular    | Él mismo          | reportero                     | [ 10 ] [ 11 ] |
| 2011-2012 | Hasta tiene sentido     | Él mismo          | presentador                   | [ 12 ]        |
| 2011-2012 | Sin noción              | Varios personajes | Actores y presentadores       |               |
| 2015      | fantástico              | Él mismo          | Consejos sobre Redes Sociales |               |
| 2016      | TVZ                     | Él mismo          | Presentador invitado          |               |

| lanzamiento | título                            | carácter             | Ref.   |
| ----------- | --------------------------------- | -------------------- | ------ |
| 2012        | Totalmente Inocentes              | Presentador de vídeo | [ 21 ] |
| 2018        | Todo por un pop Starː La película | Billy Bold           | [ 22 ] |

| lanzamiento | producto      | Nota (s)                                                                     |
| ----------- | ------------- | ---------------------------------------------------------------------------- |
| 2010        | Wise Up Teens | "Comercial Decorativo"                                                       |
| 2011        | Wise Up       | "El crecimiento de negocios", junto a Rodrigo Santoro , Fabio Porchat y Fiuk |

## Teatro
| año     | título                       | Nota (s)               | Ref.   |
| ------- | ---------------------------- | ---------------------- | ------ |
| 2003    | Sueño de una noche de verano | -                      | -      |
| 2011    | Avacalhados                  | Participación especial | -      |
| 2015-16 | Mi vida no tiene sentido     | Él mismo               | [ 23 ] |
| 2017-18 | Felipe Neto MegaFest         | Él mismo               |        |

## Libros
| lanzamiento | título                                                   | Nota (s)                                |
| ----------- | -------------------------------------------------------- | --------------------------------------- |
| 2013        | ¡No tiene sentido! - Por detrás de la cámara             | Historia del Programa no tiene sentido! |
| 2017        | La trayectoria de uno de los Mayores Youtubers de Brasil | Trayectoria de carrera y fotos          |
| 2018        | La vida por detrás de las cámaras                        | Biografía, memoria personal y fotos     |